# Henri de Pitteurs
Marie Alphonse Henri de Pitteurs (Luik, 7 februari 1806 - Ukkel, 26 december 1859) was een Belgisch volksvertegenwoordiger.

## Biografie

### Familie
Henri de Pitteurs was een telg uit de familie de Pitteurs. Hij was een zoon van Henri de Pitteurs, financieel raadgever van de prins-bisschop van Luik en burgemeester van Sint-Truiden, en Marie-Catherine Louvat. Hij was een schoonbroer en neef van baron Antoine de Pitteurs-Hiegaerts, gemeenteraadslid van Sint-Truiden, lid van de Provinciale Staten van Limburg, provincieraadslid van Limburg en senator, een schoonbroer van jhr. L.L.G.M. de Villers de Pité, lid van de Provinciale Staten van Limburg, lid van de Tweede Kamer en lid van de Eerste Kamer, en een neef van Charles de Pitteurs-Hiegaerts, burgemeester van Ordingen, provincieraadslid van Limburg en volksvertegenwoordiger. 
Hij trouwde in 1856 in Luik met Céline Magnin. Het huwelijk bleef kinderloos.

### Loopbaan
Aanhanger van de Belgische Revolutie werd hij in oktober 1830 arrondissementscommissaris van Hasselt, een ambt dat hij bekleedde tot in 1840.
In 1848 werd hij verkozen tot liberaal volksvertegenwoordiger voor het arrondissement Hasselt en vervulde dit mandaat tot in 1856, toen hij werd opgevolgd door zijn neef Charles de Pitteurs-Hiegaerts. 
Hij was medestichter en ondervoorzitter van de maatschappij voor landbouwverzekeringen La Campagnarde en was medestichter van de verzekeringsmaatschappijen Les rentiers réunis en Royale Belge.